# Толбазиха
Толба́зиха — посёлок в Кабанском районе Бурятии. Входит в сельское поселение «Выдринское».

## География
Посёлок расположен в 6 км по автодороге к юго-востоку от центра сельского поселения, села Выдрино, и в 3 км к востоку от станции Выдрино, на речке Толбазихе, в 2 км к югу от места её впадения в Байкал. Через посёлок проходит федеральная автомагистраль Р258 «Байкал», к северу от которой находится остановочный пункт Толбазиха Восточно-Сибирской железной дороги на Транссибирской магистрали.

## Население
| 2002 | 2010 |
| ---- | ---- |
| 16   | ↗28  |